# Gardenia ewartii
Gardenia ewartii är en måreväxtart som beskrevs av Christopher Francis Puttock. Gardenia ewartii ingår i släktet Gardenia och familjen måreväxter.

## Underarter
Arten delas in i följande underarter:
- G. e. ewartii
- G. e. fitzgeraldii